# NGC 1486
NGC 1486 este o galaxie spirală situată în constelația Eridanul. A fost descoperită în 1886 de către Francis Leavenworth. Se află la o distanță de 103,28 megaparseci de Pământ.